# Tour de Champiteau
La Tour de Champiteau est une tour située sur la commune de Saint-Firmin en Saône-et-Loire, en bas de pente, au bord d'un étang.

## Description
Tour carrée de dix mètres de côté dont les angles sont soutenus par des chaînages en pierre de taille. Elle comportait une cave, un rez-de-chaussée et trois étages.
Elle faisait partie d'un fief appartenant, dès le XIIe siècle, aux seigneurs d'Antully et de Montjeu. Le conventionnel Le Pelletier de Saint-Fargeau en était le propriétaire au moment de la Révolution française.
La tour, propriété privée, ne se visite pas.

## Historique
- XIIe siècle : le fief est la propriété des seigneurs d'Antully.
- Milieu du XIVe siècle : existence d'une maison forte.
- 1381 : le fief échoit par mariage à Odile de Montjeu.
- 1537 : il passe à Claude Regnard.
- 1554 : il appartient à Philibert de Montconis.
- Fin du XVIe siècle : il passe successivement à Georges II de Saint-Belin, seigneur de Biesles, député de la noblesse en 1588, et à Nicolas d'Orge.
- 1614 : vente de la terre au président Jeannin, juriste et écrivain ; à cette date, la maison forte était déjà à l'abandon.
- 1789 : le conventionnel Louis-Michel Lepeletier de Saint-Fargeau en est le propriétaire.